# 西南航空
西南航空（英語：Southwest Airlines，：LUV）为美國主要航空公司之一，總部位於得克萨斯州达拉斯。它由赫伯·凯莱赫创立于1967年，随后在1971年更名为现在的西南航空。截止2014年12月，这家航空公司拥有46,000名员工，每天运行超过3,800次航班。截至2014年，其国内旅客運載量居美国第一。到2016年1月，西南航空计划通航40个州的97站點，以及波多黎各和其他海外城市。
西南航空在除了1970年代和1980年代中的几年里租过波音727机型以外，都只采用波音737机型。截至2016年1月，西南航空擁有全世界最大波音737機隊，有700架在役飞机，平均每架飞机每天执行6次航班。

## 历史
1971年6月18日，罗林·金和赫伯·凯莱赫创建了西南航空公司。它的首航是从达拉斯爱田机场到休斯顿和圣安东尼奥，这是一个简单配餐而且没有额外服务的短航程，为西南航空将来几年的迅速扩张和发展奠定了基础。
2010年9月27日，西南航空宣布收购穿越航空。2011年5月2日，拥有150架飞机的同为低成本航空的美国穿越航空公司被成功收购。

### 早期历史
西南航空由罗林·金和赫伯·凯莱赫创立于1967年3月15日，合并了Air Southwest Co.，航班都在德克萨斯州内。
凯莱赫认为只在德克萨斯州内飞可以避免联邦监管。同时期有三家航空公司状告该监管流程，但是三年都没有得到解决。当德克萨斯最高法院保留了其在德州内飞行的权利，西南航空在1970年开始占到了主流。1970年12月7日，德州高法终审，美国最高法院维持了原判。
西南航空的法律斗争史在1983年被Winifred Barnum改编成了一本儿童书《Gumwrappers and Goggles》。在故事中，一架名叫TJ Love的小飞机被两架大飞机告上了法庭，不让他停在机库里，并且阻止他飞行。在法庭上，由于律师出色热忱的陈述，TJ Love的飞行权利被保留了。尽管书中没有提到任何航空公司的名字，但TJ Love的颜色就是西南航空的标志颜色，另外两架飞机的颜色属于布兰尼夫国际航空和美国大陆航空。律师则代表了赫伯·凯莱赫。这本书还被改编成了一个音乐舞台剧《Show Your Spirit》，由西南航空赞助，在它所服务的城市里演出。
1971年3月29日，西南航空更名，从Air Southwest Co.改为现在的Southwest Airlines Co.，总部位于达拉斯。西南航空从1971年6月18日开始规划航班，从达拉斯到休斯顿（最初为IAH）以及从达拉斯到圣安东尼奥，执飞机型为737-200。OAG的数据显示，在1972年10月15日的一周里，达拉斯到休斯顿的威廉·佩特斯·霍比机场有61次航班，达拉斯到圣安东尼奥有23次，休斯顿到圣安东尼奥有16次，星期六停飞。
西南航空的创始人赫伯·凯莱赫研究学习了位于加州的太平洋西南航空（Pacific Southwest Airlines，以下简称PSA），从其企业文化中学习了很多方法应用到西南航空。早期的空姐制服采用了和PSA一样的“Long Legs And Short Nights”方针。甄选第一位空中服务员的委员会甚至包含了一名为休·海夫纳的《花花公子》选封面人物的人员，女性被描述为有个性的长腿舞者、军乐队长、拉拉队长。西南航空和赫伯·凯莱赫让她们穿上热裤和长靴。
《纽约时报》在1971年写到西南航空总裁拉玛尔.缪斯（Lamar Muse），“坦白来讲，也是再一次重申，西南航空已经从PSA发展出了自己的一套理论。”“我们不介意被说成有样学样的人”，这些发生在一次他和其他西南航空的高管对PSA的拜访中。PSA欢迎了他们，甚至还卖给他们航班和运营培训。缪斯随后写到他为自己的公司撰写的运营手册差不多就是“复制粘贴”，他还说了“西南航空完全复制了PSA，你简直可以说就是PSA的一个复印件”。
1971年和1972接下来的时间见证了运营不利。4架737中的1架被卖给了边疆航空来偿还工资和其他费用。西南航空继续根据四架飞机排班，但只有三架飞机执飞，这也是“10分钟过站”诞生的原因并在其后很多年成为了它的标准。

#### 怀特修正案
怀特修正案是1979年的联邦法律，用来管控达拉斯爱田机场（DAL）的交通。它最初是用来限制所有终到德州和附近州的直飞航班。这个限制逐步结束于1997年和2005年；2006年该修正案正式废除，但还有一小部分限制直至2014年都还留存。
当1978年航空解制来临，西南航空开始规划由达拉斯爱田机场出发的州际航线，促成了达拉斯-沃思堡国际机场的建立，并向通过国会限制这样的航班向怀特修正案施压。在修正案的管理下，西南航空和其他的航空公司被禁止搭载甚至出售机票给由爱田机场出发到德州以外地区的旅客。怀特修正案不适用于56座以下飞行器，西南航空就利用了这一漏洞。大概在1979年2月，西南航空规划了第一个跨州航班由霍比到新奥尔良。
1997年，西南航空的抗争终于有了回报，也就是谢尔比修正案，将阿拉巴马、密西西比河堪萨斯增加到了允许的目的地范围。西南航空开始了达拉斯爱田出发到伯明翰、阿拉巴马的直飞航班。

#### 航空网扩张
直到1975年，西南航空都只有达拉斯（DAL）、休斯顿（IAH，后变更为HOU）和圣安东尼奥（SAT），在这一年增加了哈灵根。到了1979年，西南航空在德州内的11个城市有航班，并且在年底增加了第一条州外航线，休斯顿到新奥尔良。1980年，西南航空向北进军到塔尔萨市和俄克拉荷马城，向西进军到阿尔布开克市；到1982年，北边又增加了堪萨斯城，西边增加了凤凰城、拉斯维加斯和加利福尼亚。
到丹佛的航班开始于1983年（停运于1986年），1984年到小石城，1985年到圣路易斯和芝加哥（Midway），1986年到纳什维尔，1987年到底特律和伯明翰。向东扩张从1996年开始复苏，1997年东到普洛威顿斯，1998年到曼彻斯特，1999年到艾斯利普和罗利达勒姆。
西南航空开始只在加州周内飞旧金山到圣迭戈，到1989年才开始飞奥克兰；在随后的几年，西南航空在西海岸的载客量开始显著上升。

### 1980年至2000年
1980年，西南航空雇佣它的第一名黑人飞行员Louis Freeman。1992年，他成为美国主流航空公司的第一位黑人机长。
在1981年，西南航空成功合法化了它已经存在的政策，只雇佣女性空中服务员和机票代理。

### 2011年至今

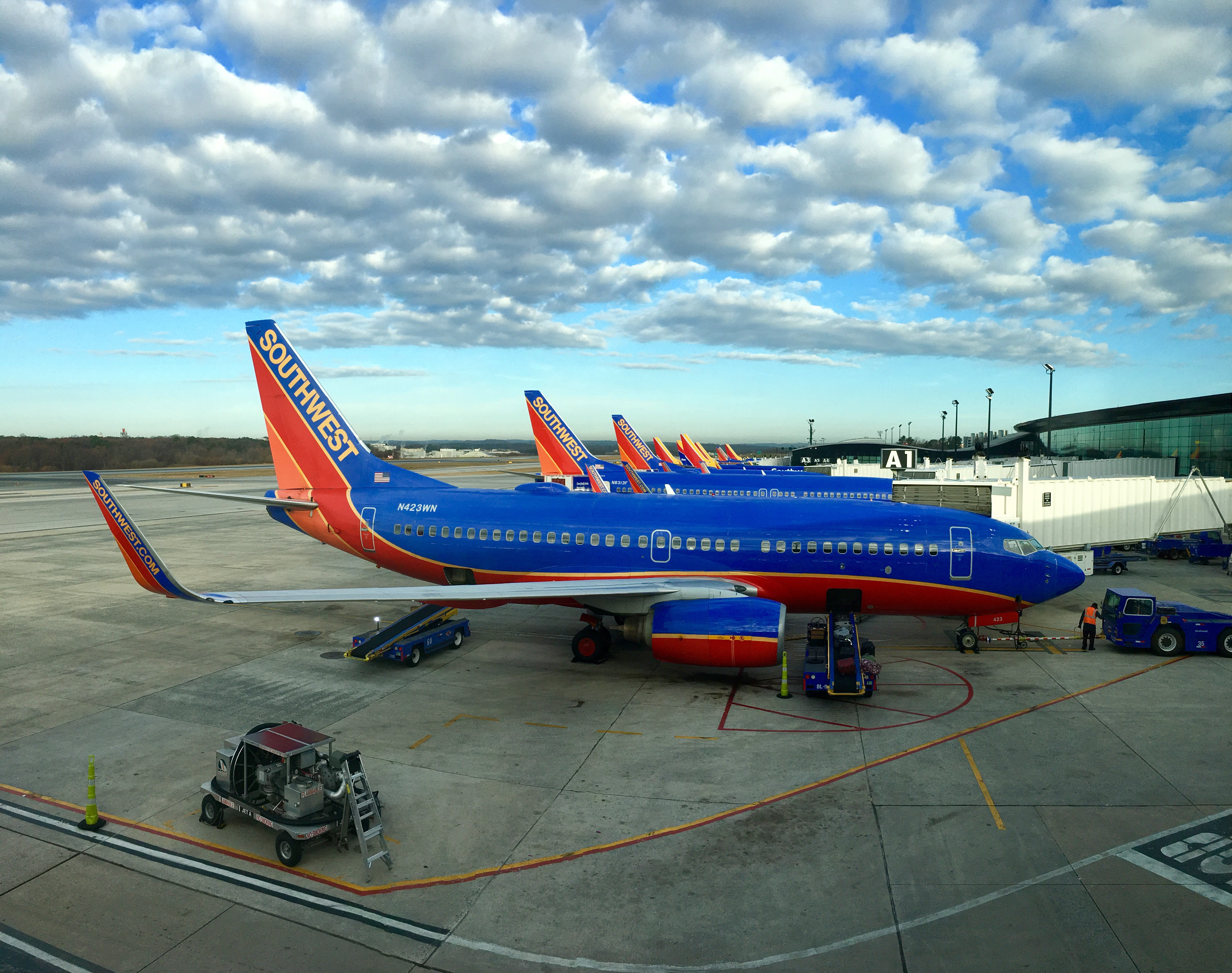
西南航空机队于巴尔的摩国际机场

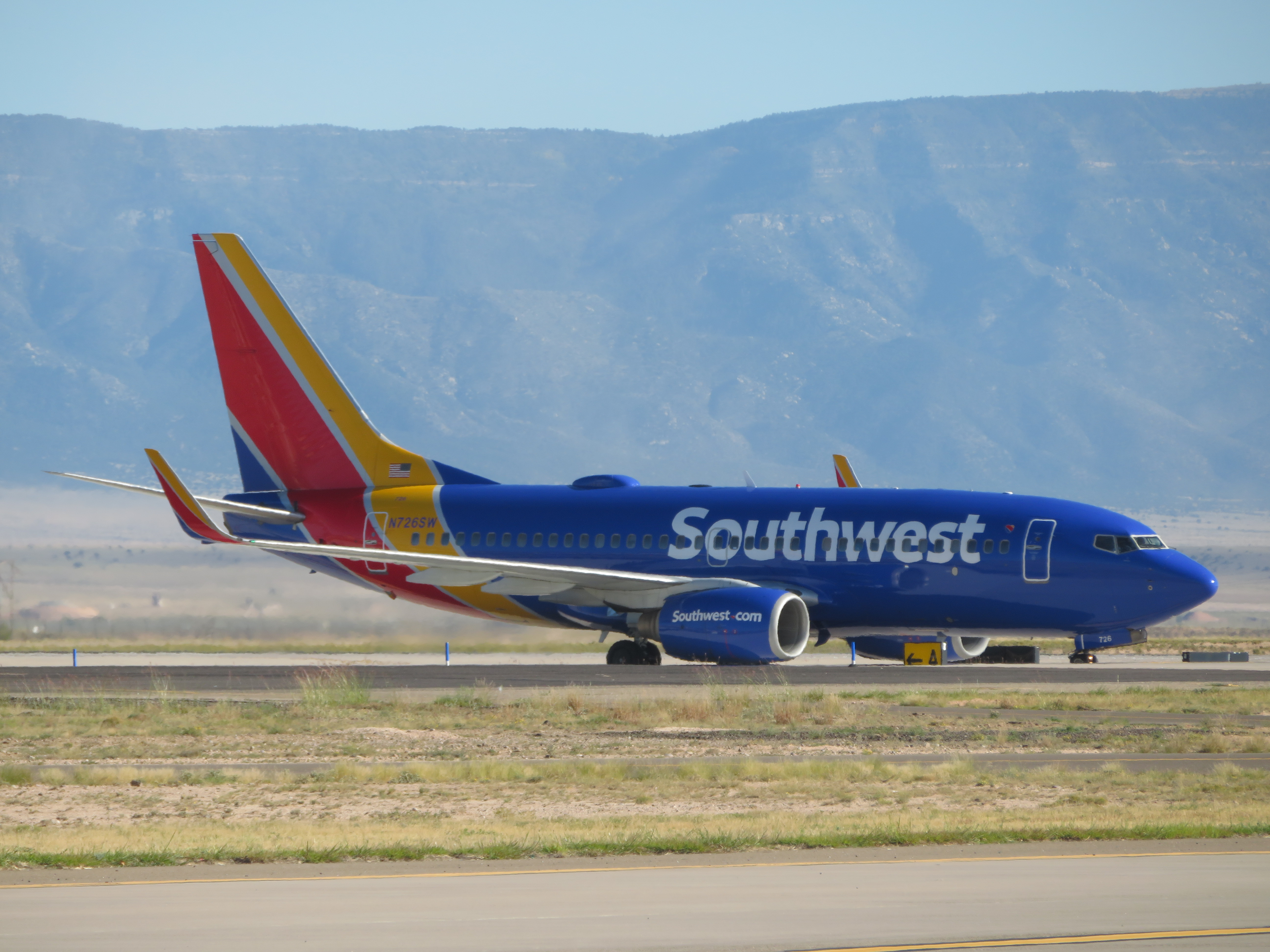
西南航空現行塗裝（2018年攝於阿爾伯克基國際機場）

十年以来，每年《财富》杂志在其年度调查都對西南航空赞誉有加。在2004年跨所有行业，《财富》杂志把西南航空列在美国最令人羡慕的公司前十名中的第三位。
在2011年12月13日，西南航空订购了150架波音737 MAX，成为该机型的第一个客户。最早一架将于2017年交付。
在2012年1月，西南航空对开通墨西哥和南美洲航线表示出了兴趣。在2012年5月30日，休斯顿市政府审批通过了西南航空从霍比机场发出国际航班的申请。西南航空同意为霍比机场投资至少100万美元，覆盖设计和建设五个新的登机口和用户设施。施工工程耗时两年，2014年10月开始运行国际航班。
在2012年4月11日，波音737-800机型加入西南航空的机队。它拥有175个座位，而常规的波音737-700只有143个座位。第一架737-800飞机被称为“第一勇士”（Warrior One），来源于西南航空员工的勇士精神。
在2014年5月5日，西南航空宣布选择Amadeus IT Group来替换现有的国内预订系统。西南航空已经采用了Amadeus IT Group的方案来运营国际航班。新的国内预订系统还需要几年才能投入使用。到时西南航空将只有一个预订系统。
在2014年的9月，西南航空引入了新的品牌形象，包括新的制服和logo。
2014年10月13日，怀特修订案限制在达拉斯爱田机场解除，西南航空扩大了其在爱田机场的服务到其他目的地。
2014年全年，西南航空在华盛顿地区扩张了其服务。
2016年，開通古巴航线。
2019年，西南航空從3月17日起首開加州奧克蘭(Oakland)往返檀香山航線，日後陸續開航聖荷西往返檀香山以及茂宜島等多條航線。
2024年, 美國西南航空未受2024年CrowdStrike大规模蓝屏事件影響，因美國西南航空仍在使用 Windows 3.1 系統。

## 企业文化
西南航空公司是以低成本战略赢得了在美国航空业日渐衰退的大环境下的大胜利。可以说，西南航空公司为自己锁定的战略明智地躲避了与美国各大航空公司的正面交锋，而另辟蹊径去占领别人不屑去争取但是却是潜力巨大的低价市场。西南航空采用明确的市场定位，即公司只开设短途的点对点的航线。时间短，班次密集。一般情况下，如果乘客错过了西南航空的某一趟班机，完全可以在一个小时后乘坐西南航空的下一趟班机。这样高频率的飞行班次不仅方便了那些每天都要穿行於美国各大城市的上班族，更重要的是，在此基础上的单位成本的降低才是西南航空所要追求的。同样为了节约时间，西南航空的机票不用对号入座，乘客们像在公共汽车上那样就近坐下。
在票務上，西南航空將票價簡化為三級，也是少有的完全不向顧客收取退改票手續費或罰金的航空公司。票務成本由此進而降低。
該公司的傳奇領導人赫伯·凯莱赫（Herbert Kelleher）永遠把員工擺在第一位，即使有時候甚至必須得罪旅客，也是如此。換言之，西南航空寧可奉勸過於苛求的旅客，改搭其他航空公司的班機，也不要員工受辱。

## 企业事务

### 总部
西南航空的总部位于德克萨斯州达拉斯爱田。
2012年9月17日，西南航空开始破土动工一栋新的培训和业务支撑大楼（Training and Operational Support，下称TOPS）。TOPS大楼在总部大楼的街对面。这栋楼包括了一个两层100,00平方尺的运营办公楼，可以抵御F3级龙卷风。还包括了一个四层392,000平方尺的办公室和培训设施，每个两层。新的设施将容括24小时协调和维护运营、客户支持和服务、培训。BOKA Powell建築事務所負責该大樓的建築設計。Manhattan Construction为承建商。该项目计划于2013年结束，2014年开始入驻。

### 工作
截止于2014年12月，西南航空共有约46,000名雇员。
蓋瑞·C·凱利（Gary C. Kelly）是现在西南航空的董事会主席、总裁和CEO。Kelly在2004年7月15日从前CEO Jim Parker手中接任CEO，在2008年7月14日从前董事会主席Colleen Barrett接任董事会主席。在2007年7月，赫伯·凯莱赫辞任总裁。Colleen Barrett于2008年5月离任董事会、公司秘书，2008年7月离任主席。但他们现在都还是西南航空的活跃员工。凯莱赫在1981年9月~2001年6月间任西南航空CEO。

## 通航城市
截至2020年2月，西南航空服務共102個國內及國際航點。其中15個為重點機場，每日營運超過4000班航班。
| 國家               | 城市                | 機場                                 | IATA | ICAO | 備註     |
| ------------------ | ------------------- | ------------------------------------ | ---- | ---- | -------- |
| 阿魯巴             | 奧拉涅斯塔德        | 貝婭特麗克絲女王國際機場             | AUA  | TNCA |          |
| 巴哈馬             | 拿騷                | 林丁平德林國際機場                   | NAS  | MYNN |          |
| 伯利茲             | 伯利茲城            | 菲利浦·高森國際機場                  | BZE  | MZBZ |          |
| 開曼群島           | 佐治敦              | 歐文·羅勃茲國際機場                  | GCM  | MWCR |          |
| 哥斯達黎加         | 利韋里亞            | 丹尼爾·奧杜伯·基羅斯國際機場         | LIR  | MRLB |          |
| 哥斯達黎加         | 聖荷西              | 胡安·聖瑪麗亞國際機場                | SJO  | MROC |          |
| 古巴               | 哈瓦那              | 荷西·馬蒂國際機場                    | HAV  | MUHA |          |
| 古巴               | 聖克拉拉            | 亞伯·聖瑪麗亞機場                    | SNU  | MUSC | 已停飛   |
| 古巴               | 巴拉德羅            | 胡安·瓜爾貝托·哥美斯機場             | VRA  | MUVR | 已停飛   |
| 多米尼加           | 蓬塔卡納            | 蓬塔卡納國際機場                     | PUJ  | MDPC |          |
| 牙買加             | 蒙特哥灣            | 桑斯特國際機場                       | MBJ  | MKJS |          |
| 墨西哥             | 聖荷西角            | 洛斯卡沃斯國際機場                   | SJD  | MMSD |          |
| 墨西哥             | 墨西哥城            | 墨西哥城國際機場                     | MEX  | MMMX | 已停飛   |
| 墨西哥             | 瓦拉塔港            | 古斯塔沃·迪亞茲·奧爾達茲學士國際機場 | PVR  | MMPR |          |
| 墨西哥             | 坎昆                | 坎昆國際機場                         | CUN  | MMUN |          |
| 墨西哥             | 科蘇梅爾            | 科蘇梅爾國際機場                     | CZM  | MMCZ | 即將開辦 |
| 特克斯和凱科斯群島 | 普羅維登西亞萊斯島  | 普羅維登西亞萊斯國際機場             | PLS  | MBPV |          |
| 美國               | 伯明翰              | 伯明翰-沙特爾斯沃思國際機場          | BHM  | KBHM |          |
| 美國               | 鳳凰城              | 鳳凰城天港國際機場                   | PHX  | KPHX | 營運基地 |
| 美國               | 土桑                | 土桑國際機場                         | TUS  | KTUS |          |
| 美國               | 小岩城              | 比爾和希拉里·克林頓國立機場          | LIT  | KLIT |          |
| 美國               | 伯班克              | 荷里活伯班克機場                     | BUR  | KBUR |          |
| 美國               | 長灘市              | 長灘機場                             | LGB  | KLGB |          |
| 美國               | 洛杉磯              | 洛杉磯國際機場                       | LAX  | KLAX | 營運基地 |
| 美國               | 奧克蘭              | 奧克蘭國際機場                       | OAK  | KOAK | 營運基地 |
| 美國               | 安大略              | 安大略國際機場                       | ONT  | KONT |          |
| 美國               | 橙縣                | 約翰·韋恩機場                        | SNA  | KSNA |          |
| 美國               | 沙加緬度            | 沙加緬度國際機場                     | SMF  | KSMF |          |
| 美國               | 聖迭戈              | 聖迭戈國際機場                       | SAN  | KSAN |          |
| 美國               | 三藩市              | 三藩市國際機場                       | SFO  | KSFO |          |
| 美國               | 聖荷西              | 諾曼·峰田聖荷西國際機場              | SJC  | KSJC |          |
| 美國               | 丹佛                | 丹佛國際機場                         | DEN  | KDEN | 營運基地 |
| 美國               | 哈特福德            | 布拉德利國際機場                     | BDL  | KBDL |          |
| 美國               | 勞德代爾堡          | 勞德代爾堡-荷里活國際機場            | FLL  | KFLL |          |
| 美國               | 邁爾斯堡            | 西南佛羅里達國際機場                 | RSW  | KRSW |          |
| 美國               | 傑克遜維爾          | 傑克遜維爾國際機場                   | JAX  | KJAX |          |
| 美國               | 基韋斯特            | 基韋斯特國際機場                     | EYW  | KEYW | 已停飛   |
| 美國               | 奧蘭多              | 奧蘭多國際機場                       | MCO  | KMCO | 營運基地 |
| 美國               | 棕櫚灘              | 棕櫚灘國際機場                       | PBI  | KPBI |          |
| 美國               | 巴拿馬城            | 西北佛羅里達灘國際機場               | ECP  | KECP |          |
| 美國               | 彭薩科拉            | 彭薩科拉國際機場                     | PNS  | KPNS |          |
| 美國               | 坦帕                | 坦帕國際機場                         | TPA  | KTPA |          |
| 美國               | 亞特蘭大            | 哈茨菲爾德-傑克遜亞特蘭大國際機場    | ATL  | KATL | 營運基地 |
| 美國               | 檀香山              | 丹尼爾·井上國際機場                  | HNL  | PHNL |          |
| 美國               | 卡互陸伊            | 卡互陸伊機場                         | OGG  | PHOG |          |
| 美國               | 凱魯瓦-科納         | 科納國際機場                         | KOA  | PHKO |          |
| 美國               | 希洛                | 希洛國際機場                         | ITO  | PHTO |          |
| 美國               | 利胡埃              | 利胡埃機場                           | LIH  | PHLI |          |
| 美國               | 博伊西              | 博伊西機場                           | BOI  | KBOI |          |
| 美國               | 芝加哥              | 芝加哥中途國際機場                   | MDW  | KMDW | 營運基地 |
| 美國               | 印第安納波利斯      | 印第安納波利斯國際機場               | IND  | KIND |          |
| 美國               | 德梅因              | 德梅因國際機場                       | DSM  | KDSM |          |
| 美國               | 威芝塔              | 威芝塔懷特·D·艾森豪威爾國立機場      | ICT  | KICT |          |
| 美國               | 卡溫頓/辛辛那提     | 辛辛那堤/北肯塔基國際機場            | CVG  | KCVG |          |
| 美國               | 路易斯維爾          | 路易斯維爾穆罕默德•阿里國際機場      | SDF  | KSDF |          |
| 美國               | 新奧爾良            | 路易斯·岩士唐新奧爾良國際機場        | MSY  | KMSY |          |
| 美國               | 波特蘭              | 波特蘭國際噴氣機機場                 | PWM  | KPWM |          |
| 美國               | 巴爾的摩/華盛頓     | 巴爾的摩/華盛頓瑟古德·馬歇爾國際機場 | BWI  | KBWI | 營運基地 |
| 美國               | 波士頓              | 愛德華·勞倫斯·洛根將軍國際機場       | BOS  | KBOS |          |
| 美國               | 底特律              | 科爾曼·A·楊格國際機場                | DET  | KDET | 已停飛   |
| 美國               | 底特律              | 底特律都會韋恩縣機場                 | DTW  | KDTW |          |
| 美國               | 芬林特              | 主教國際機場                         | FNT  | KFNT | 已停飛   |
| 美國               | 大急流城            | R·福特將軍國際機場                   | GRR  | KGRR |          |
| 美國               | 明尼阿波利斯/聖保羅 | 明尼阿波利斯－聖保羅國際機場         | MSP  | KMSP |          |
| 美國               | 傑克遜              | 傑克遜-梅德加·威利·埃弗斯國際機場    | JAN  | KJAN | 已停飛   |
| 美國               | 布蘭森市            | 布蘭森機場                           | BKG  | KBKG | 已停飛   |
| 美國               | 堪薩斯城            | 堪薩斯城國際機場                     | MCI  | KMCI |          |
| 美國               | 聖路易斯            | 聖路易斯蘭伯特國際機場               | STL  | KSTL |          |
| 美國               | 奧馬哈              | 埃普利機場                           | OMA  | KOMA |          |
| 美國               | 拉斯維加斯          | 麥卡倫國際機場                       | LAS  | KLAS |          |
| 美國               | 雷諾/太浩湖         | 雷諾-太浩國際機場                    | RNO  | KRNO |          |
| 美國               | 曼徹斯特            | 曼徹斯特-波士頓區域機場              | MHT  | KMHT |          |
| 美國               | 紐瓦克              | 紐瓦克自由國際機場                   | EWR  | KEWR | 已停飛   |
| 美國               | 阿爾伯克基          | 阿爾伯克基國際機場                   | ABQ  | KABQ |          |
| 美國               | 雅賓利              | 雅賓利國際機場                       | ALB  | KALB |          |
| 美國               | 水牛城              | 水牛城尼亞加拉國際機場               | BUF  | KBUF |          |
| 美國               | 長島市/艾斯利普     | 長島麥克阿瑟機場                     | ISP  | KISP |          |
| 美國               | 紐約                | 拉瓜地亞機場                         | LGA  | KLGA |          |
| 美國               | 羅徹斯特            | 大羅徹斯特國際機場                   | ROC  | KROC |          |
| 美國               | 夏洛特              | 夏洛特/道格拉斯國際機場              | CLT  | KCLT |          |
| 美國               | 羅利/杜倫           | 羅利-杜倫國際機場                    | RDU  | KRDU |          |
| 美國               | 阿克倫/坎頓         | 阿克倫-坎頓機場                      | CAK  | KCAK | 已停飛   |
| 美國               | 克里夫蘭            | 克里夫蘭霍普金斯國際機場             | CLE  | KCLE |          |
| 美國               | 哥倫布              | 約翰·格倫哥倫布國際機場              | CMH  | KCMH |          |
| 美國               | 代頓                | 代頓國際機場                         | DAY  | KDAY | 已停飛   |
| 美國               | 奧克拉荷馬城        | 威爾·羅傑斯世界機場                  | OKC  | KOKC |          |
| 美國               | 土爾沙              | 土爾沙國際機場                       | TUL  | KTUL |          |
| 美國               | 波特蘭              | 波特蘭國際機場                       | PDX  | KPDX |          |
| 美國               | 費城                | 費城國際機場                         | PHL  | KPHL |          |
| 美國               | 匹茲堡              | 匹茲堡國際機場                       | PIT  | KPIT |          |
| 美國               | 聖胡安              | 路易斯·穆尼奧斯·馬林國際機場         | SJU  | TJSU |          |
| 美國               | 普羅維登斯          | 西奧多·弗朗西斯·格林紀念州立機場     | PVD  | KPVD |          |
| 美國               | 查理斯頓            | 查里斯頓國際機場                     | CHS  | KCHS |          |
| 美國               | 格林維爾/斯帕坦堡   | 格林維爾-斯帕坦堡國際機場            | GSP  | KGSP |          |
| 美國               | 孟菲斯              | 孟菲斯國際機場                       | MEM  | KMEM |          |
| 美國               | 拿殊維爾            | 拿殊維爾國際機場                     | BNA  | KBNA |          |
| 美國               | 阿馬里洛            | 里克·赫斯本德阿馬里洛國際機場        | AMA  | KAMA |          |
| 美國               | 柯士甸              | 柯士甸-伯格斯特國際機場              | AUS  | KAUS |          |
| 美國               | 博蒙特/阿瑟港       | 傑克·布魯克斯區域機場                | BPT  | KBPT | 已停飛   |
| 美國               | 聖體市              | 聖體市國際機場                       | CRP  | KCRP |          |
| 美國               | 達拉斯              | 達拉斯愛田機場                       | DAL  | KDAL | 營運基地 |
| 美國               | 艾爾帕索            | 艾爾帕索國際機場                     | ELP  | KELP |          |
| 美國               | 哈靈根/南帕諸島     | 河谷國際機場                         | HRL  | KHRL |          |
| 美國               | 休斯頓              | 威廉·佩特斯·霍比機場                 | HOU  | KHOU | 營運基地 |
| 美國               | 休斯頓              | 喬治·布殊洲際機場                    | IAH  | KIAH | 已停飛   |
| 美國               | 拉伯克              | 拉伯克普雷斯頓·史密斯國際機場        | LBB  | KLBB |          |
| 美國               | 密德蘭/奧迪沙       | 密德蘭國家航空航天港                 | MAF  | KMAF |          |
| 美國               | 聖安東尼奧          | 聖安東尼奧國際機場                   | SAT  | KSAT |          |
| 美國               | 鹽湖城              | 鹽湖城國際機場                       | SLC  | KSLC |          |
| 美國               | 諾福克              | 諾福克國際機場                       | ORF  | KORF |          |
| 美國               | 列治文              | 列治文國際機場                       | RIC  | KRIC |          |
| 美國               | 阿靈頓              | 朗奴·列根華盛頓國家機場              | DCA  | KDCA |          |
| 美國               | 西雅圖/塔科馬       | 西雅圖-塔科馬國際機場                | SEA  | KSEA |          |
| 美國               | 斯波坎              | 斯波坎國際機場                       | GEG  | KGEG |          |
| 美國               | 密爾沃基            | 密爾沃基米切爾國際機場               | MKE  | KMKE |          |
| 美國               | 傑克遜洞            | 傑克遜洞機場                         | JAC  | KJAC | 已停飛   |

## 机队

### 現役机队
截至2025年8月，西南航空机队全採用波音737，擁有全球最大的737 MAX機隊。

### 退役机队

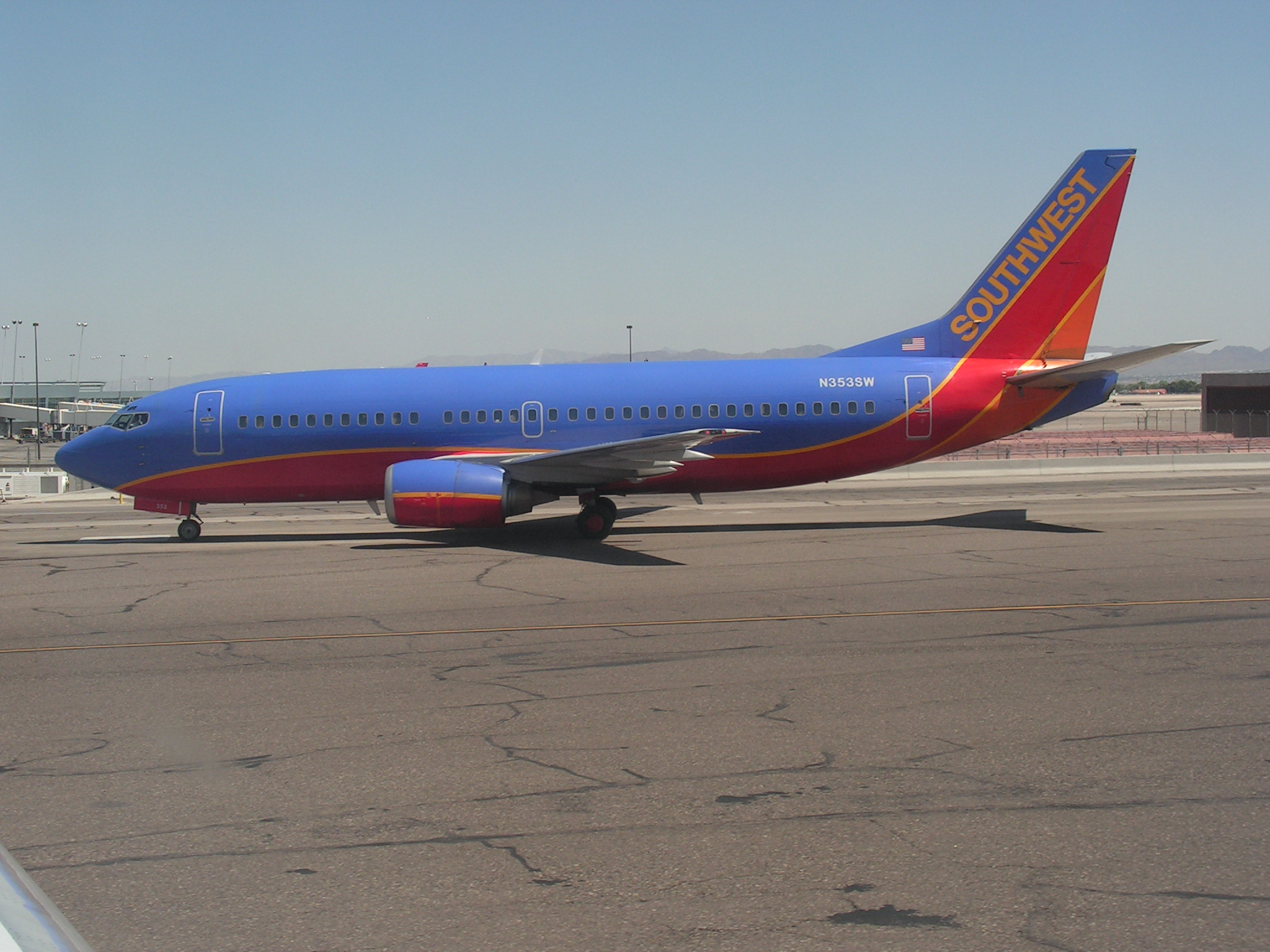
西南航空已退役的737-300型客機新塗裝

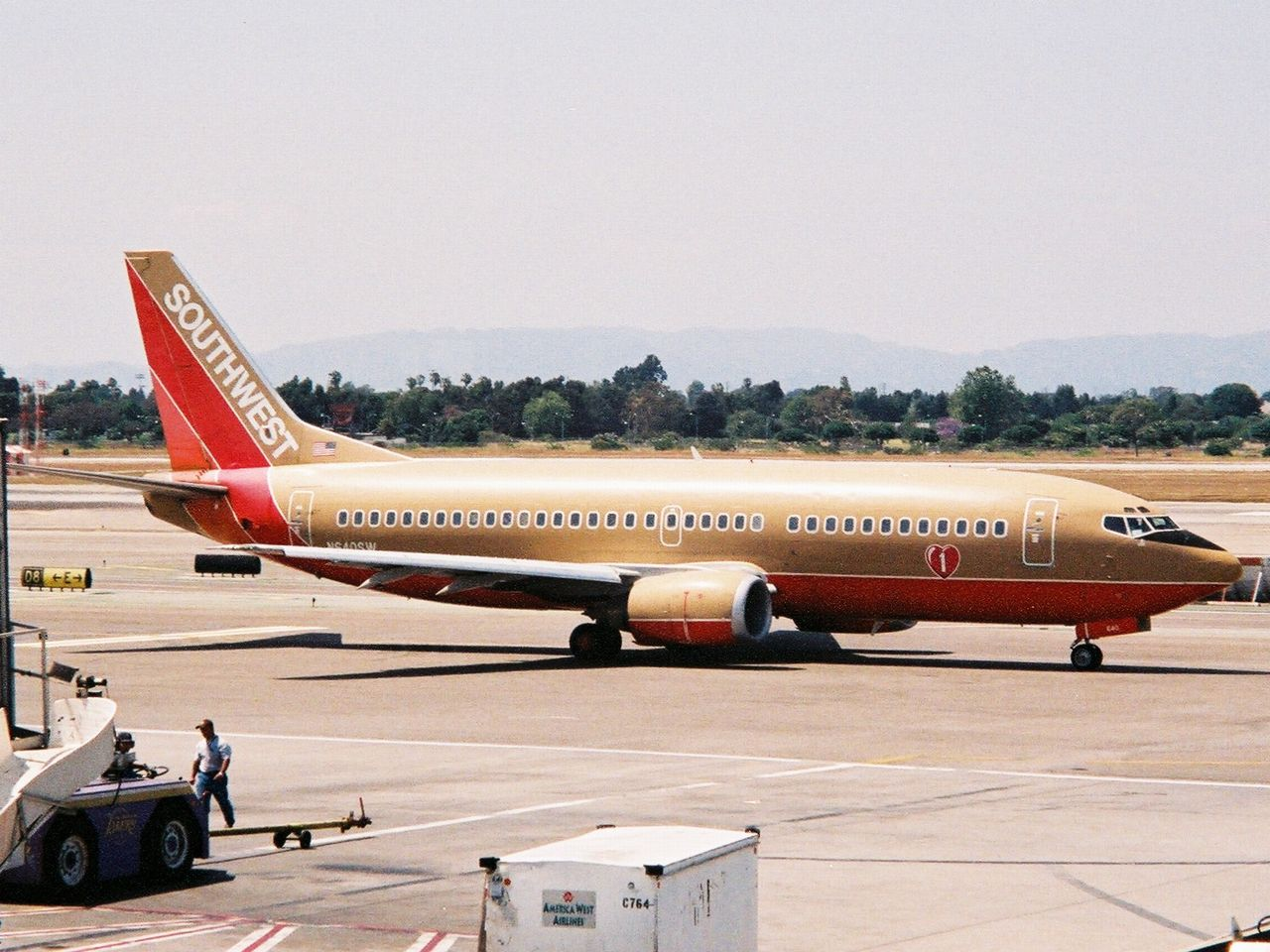
已退役的西南航空舊塗裝波音737-500型客機

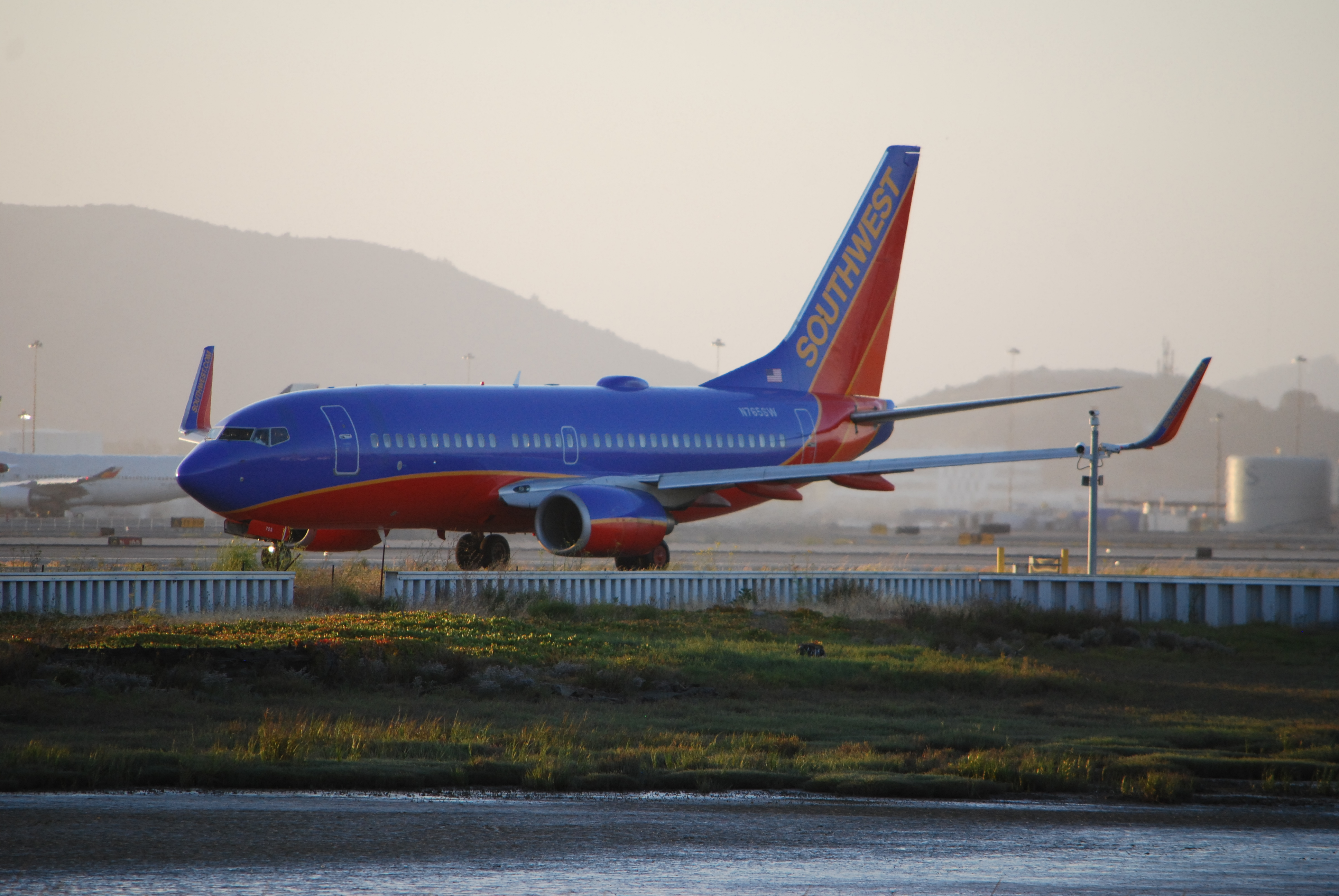
西南航空的波音737-700型客机在旧金山国际机场排队等候起飞

- 波音727-200（1979-1987）
- 波音737-200（1971-2005）
- 波音737-300（1984-2017）
- 波音737-500（1990-2016）

## 意外事件
- 2000年3月5日，西南航空1455號班機於加州伯班克機場降落時衝出跑道，差點撞入一個油站內，機上142人全部安然無恙
- 2005年12月8日，西南航空1248號班機在芝加哥中途國際機場降落時，由于跑道受到污染、未及時打開引擎反推、机组人员并未充分掌握新式刹车系统，且前起落架折断等多重原因，導致飛機衝出跑道，並撞上一部公路上的汽車，造成車上一名5岁兒童死亡，而機上103人則無恙。這亦是西南航空成立32年來首宗有人死亡的事故。
- 2009年5月12日，從新奧爾良路易斯·阿姆斯特朗國際機場（Louis Armstrong New Orleans International Airport）起飛的西南航空519号班机（飛機註冊編號：N371SW），於当地时间晚上約7時50分在休斯頓威廉·佩特斯·霍比机场降落时右轮突然爆胎，地面摩擦後冒出大量白烟並起火燃燒；幾乎同時飛機在跑道上停止滑行，機上47名乘客和5名机组人员緊急疏散，無人傷亡。[19]
- 2014年1月12日，西南航空4013號班機一架搭載124名乘客的班機，周日晚上原本預定降落跑道2164公尺長的勃蘭森機場（Branson Airport），但機長不小心飛錯，降落在11公里外專供私人小飛機起降的小機場, 跑道只有1128公尺長的陶尼郡機場（Taney County Airport）, 飛機差點衝出長度約短了一半的跑道摔下陡坡。闖禍的兩名駕駛遭到停職，等候調查。[20]
- 2016年8月28日，西南航空3472号航班从新奥尔良飞往奥兰多的一架客机因1個發動機故障，引擎半空炸裂。机身摇晃，客机紧急降落，全体乘客机组人员均安然无恙。[21]
- 2016年10月5日，西南航空一班美國內陸客機從肯塔基州路易斯維爾飛往巴爾的摩的一架客机在起飛因三星Galaxy Note 7手機爆炸冒煙，煙霧在機艙內飄散，客机紧急疏散，機上75人安全疏散，無人受傷。[22][23]
- 2018年4月17日，西南航空1380号班机一架波音737-700在从纽约飞往达拉斯的途中左侧引擎突然爆炸，并瞬间炸穿其中一扇窗户，导致窗前乘客几乎被吸出窗外。尽管飞机最终紧急降落费城机场，但还是导致一人遇难。[24]事後，每名乘客獲5000美元支票及1000美元現金券賠償。[25]
- 2018年5月2日，西南航空957號班機一架波音737從芝加哥飛往新澤西州紐華克途中，一扇窗戶突然出現裂痕，飛機緊急在俄亥俄州克利夫蘭降落，無人傷亡。西南航空強調飛機沒出現機艙失壓情況。[26][27][28]
- 2018年12月6日，由加州奥克兰飞往伯班克的西南航空278号航班在降落时滑出跑道，一直冲到跑道尽头外的阻拦床上才停下，机上117人无人伤亡。事发时机场所在的洛杉矶县正下着瓢泼大雨并已发布洪水预警，事发地附近能见度不足一英里。[29][30]

## 其他事件
- 罰款：2008年西南航空遭到美國航管当局的高额罚款，金额高达1020万美元。原因是該公司维修人员对其机队飞机进行维修检查时，没有檢查到裂痕。[31]2014年西南航空因没有按照安全规定维修航机遭FAA再次重罚，金额达到1200万美金。[32]
- 乘客因「體型過胖」而遭到拒絕登機：體重約為227公斤的德州女子康妮·吉洛瑞（Connie Guillory）於2010年6月搭乘回程航班時被西南航空以「體型過於龐大」為由，拒絕讓她登機，除非她多買一張機票[33]。
- 大量航班取消：從2022年12月22日開始，一直持續到聖誕節假期，西南航空經歷了嚴重的航班延誤和數千班次取消。 雖然一些航班取消是由於美國大部分地區12月下旬嚴重冬季風暴帶來的惡劣天氣，但行業專家和西南航空飛行員協會（SWAPA）主席Casey Murray將其歸咎於人員配備不足和航空公司過時的員工排班系統。12月26日，該公司啟動了大規模的系統“重置”，在接下來的一周內先行取消了數千個航班，並停止了機票銷售，因為擔心旅客可能會購買隨後被取消的航班的機票[34][35]。聯邦官員批評了該航空公司，美國運輸部部長皮特·布蒂吉格（Pete Buttigieg）宣布正式調查[36]。一些專家將危機歸因於西南航空公司點對點航班運營模式導致飛機調度靈活性不足[37]。